# لويس سيبولفيدا
لويس سيبولفيدا (بالإسبانية: Luis Sepúlveda)‏ كاتب وصحفي وناشط بيئي وسياسي وسينمائي تشيلي مولود في 4 أكتوبر 1949 في أبايي. وتناوب بين الكتابة القصصية والروائية وحقق شهرة عالمية من خلال روايته العجوز الذي كان يقرأ الروايات الغرامية، التي ترجمت إلى 35 لغة. وهو أحد كتاب مايعرف بتيار القطيعة مع الواقعية السحرية.

## حياته
ولد لويس لأم ممرضة وأب عضو في الحزب الشيوعي التشيلي، نشط سياسيا منذ دراسته في الجامعة، تعرض للسجن خلال عام 1973، وفرضت عليه الإقامة الجبرية حتى هرب وعاش متخفٍ، ثم تعرض للقبض وحكم عليه بالسجن 28 عام. أفرج عنه جراء الضغط من منظمة العفو الدولية ثم نفي خارج تشيلي، وعاش في ألمانيا حيث نشط هناك في حركة (غرين بيس) البيئية، ثم استقر في أسبانيا.

## وفاته
في 1 مارس 2020، بعد عودته من مؤتمر في البرتغال, تم تأكيده كأول رجل في أشتورية منطقة إسبانيا لتكون الإصابة من خلال مرض فيروس كورونا 2019. بحلول 11 مارس، أفيد أن سيبولفيدا كان في حالة حرجة، وأنه كان في حالة مستحثة غيبوبة بمساعدة التنفس بسبب فشل العديد من الأعضاء في مستشفى أوفييدو توفي في 16 أبريل بسبب الفيروس.

## أهم أعماله
- العجوز الذي كان يقرأ الروايات الغرامية
- العالم في نهاية العالم
- اسم مصارع ثيران
- باتاغونيا إكسبريس
- ياكاري
- الخط الساخن

## روابط خارجية
- لويس سيبولفيدا على موقع IMDb (الإنجليزية)
- لويس سيبولفيدا على موقع مونزينجر (الألمانية)
- لويس سيبولفيدا على موقع ألو سيني (الفرنسية)
- لويس سيبولفيدا على موقع ميوزك برينز (الإنجليزية)
- لويس سيبولفيدا على موقع أول موفي (الإنجليزية)
- لويس سيبولفيدا على موقع ديسكوغز (الإنجليزية)
- لويس سيبولفيدا على موقع قاعدة بيانات الفيلم (الإنجليزية)
- لويس سيبولفيدا على موقع كينوبويسك (الروسية)